# Tom de Bruijn
Pour les articles homonymes, voir De Bruijn.
Thomas Justinus Arnout Marie de Bruijn, dit Tom de Bruijn (prononcé en néerlandais : [tɔm də brœyn]), né le 8 octobre 1948 à Eindhoven, est un diplomate et homme politique néerlandais. Membre du parti Démocrates 66 (D66), il est ministre du Commerce extérieur et de la Coopération pour le développement du 10 août 2021 au 10 janvier 2022 dans le troisième cabinet de Mark Rutte.

## Biographie

### Jeunesse et formation
Tom de Bruijn passe son enfance à Eindhoven, puis reçoit une éducation en pensionnat à Venlo. Il est diplômé en science politique de l'Institut de hautes études internationales et du développement de Genève (1973), en études de guerre du King's College de Londres (1974) et en droit néerlandais de l'université d'Utrecht (1977).

### Carrière diplomatique
Après ses études, il rejoint la section des organisations internationales du ministère des Affaires étrangères, avant de prendre la tête du bureau des affaires générales de l'intégration européenne trois ans plus tard. Nommé premier secrétaire de la représentation permanente néerlandaise aux Nations unies à Genève en 1988, il revient au siège du ministère en 1992 pour devenir directeur de l'intégration européenne en 1994, puis directeur général de la coopération européenne en 1998. En 2003, il prend ses fonctions en tant que représentant permanent des Pays-Bas auprès de l'Union européenne à Bruxelles, où il succède à Ben Bot, nommé ministre des Affaires étrangères. Il quitte ses fonctions en 2011, lorsqu'il devient conseiller d'État.
Lors de sa carrière au ministère des Affaires étrangères, il participe notamment aux travaux sur la Convention des Nations unies sur le droit de la mer (1982), le traité de Maastricht (1992), le traité d'Amsterdam (1997), le traité établissant une constitution pour l'Europe (2004), rejeté par référendum, ainsi que le traité de Lisbonne (2007),. En 2012, il est nommé conseiller spécial de la Commission européenne pour les réformes d'État en Grèce du fait de la crise de la dette publique grecque, où il se concentre sur l'éradication de la corruption.

### Premiers engagements politiques

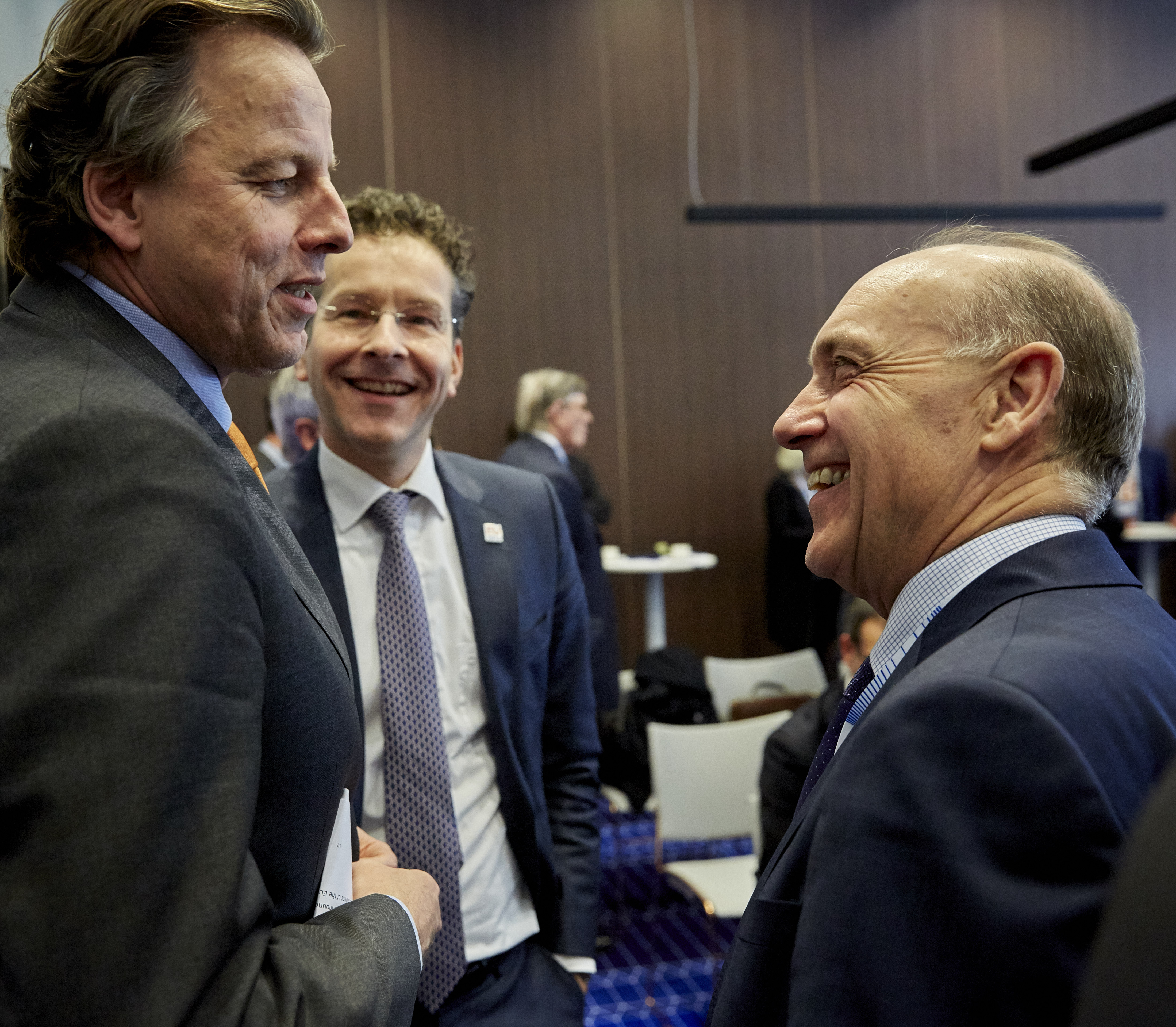
Bert Koenders, Jeroen Dijsselbloem et Tom de Bruijn à Amsterdam, en 2016.

Tom de Bruijn quitte le Conseil d'État, où il s'intéresse aux retraites, à la décentralisation et à la législation européenne en tant que conseiller du gouvernement, en 2014, pour devenir échevin à La Haye chargé des finances, du trafic, des transports et de l'environnement pour le parti Démocrates 66. Il est désigné formateur après un rapport sur les coalitions possibles remis par Han Polman, à la suite des élections municipales.
Il est brièvement bourgmestre par intérim en sa qualité de premier adjoint en mars 2017, après la démission de Jozias van Aartsen, qui devient peu après commissaire du Roi en Drenthe par intérim. Ingrid van Engelshoven est première adjointe jusqu'en février 2017, lorsqu'elle présente sa démission afin de concourir aux élections législatives.
Tom de Bruijn quitte la vie politique locale en 2018 pour se consacrer à d'autres projets. Il donne à nouveau cours à l'université de Leyde — ce qu'il fait déjà du temps qu'il est conseiller d'État — et devient président du conseil de surveillance de l'Institut néerlandais de relations internationales, dit Institut Clingendael, à La Haye, en 2019.

### Ministre sous Mark Rutte

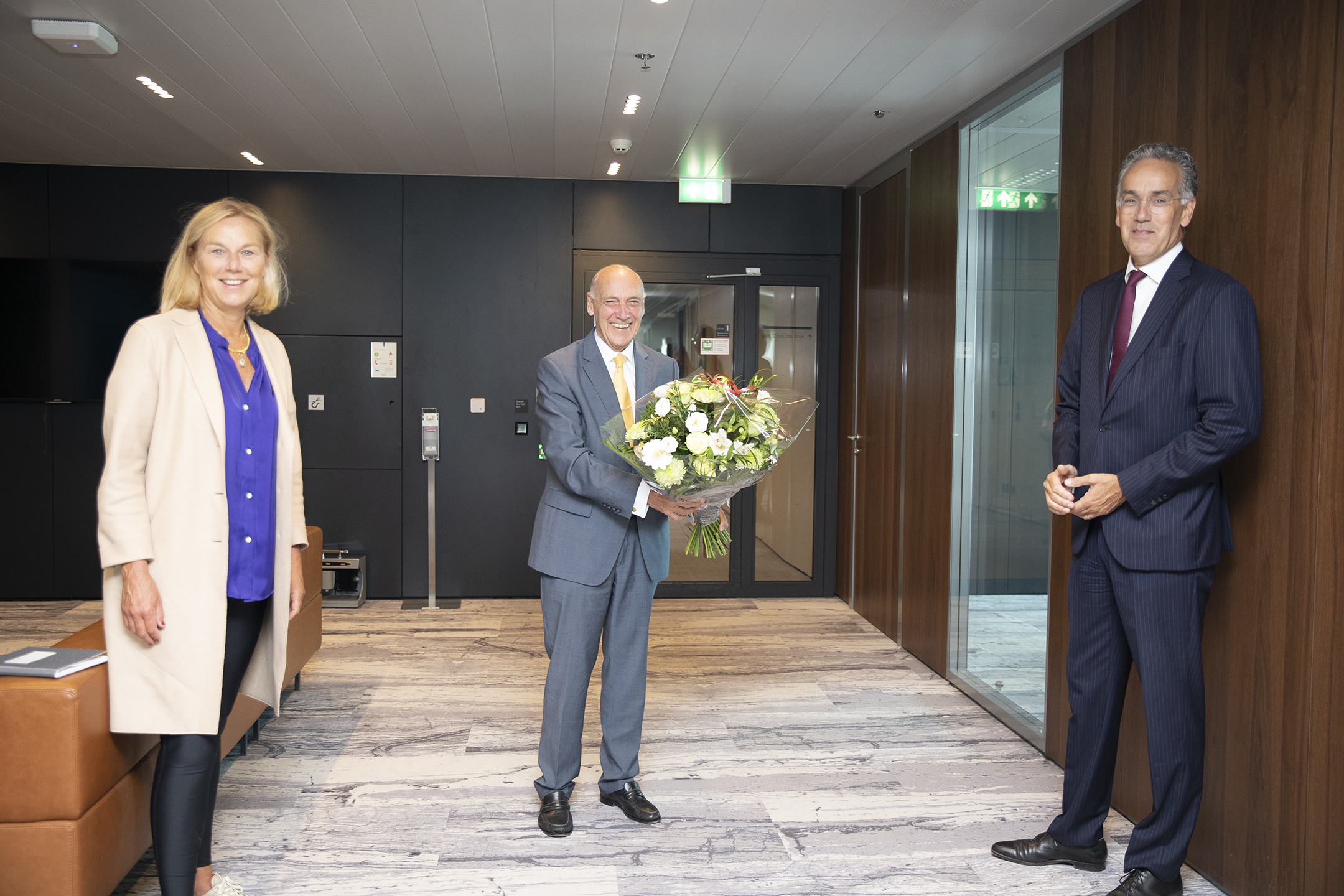
Tom de Bruijn au ministère des Affaires étrangères entouré de sa prédécesseur Sigrid Kaag et du secrétaire général Paul Huijts, lors de sa prise de fonction le 10 août 2021.

En août 2021, il est nommé ministre du Commerce extérieur et de la Coopération pour le développement, un poste sans portefeuille dans le troisième cabinet de Mark Rutte. Il succède à Sigrid Kaag, nommée à la fonction de ministre des Affaires étrangères. Il assure brièvement l'intérim à celle-ci en septembre suivant, avant la prise de fonction de Ben Knapen.

### Vie privée
Tom de Bruijn est marié à Angelien Eijsink, représentante à la Seconde Chambre des États généraux de 2003 à 2017 pour le Parti travailliste. Il a trois enfants d'une précédente relation.